# Paróquia Nossa Senhora da Consolata

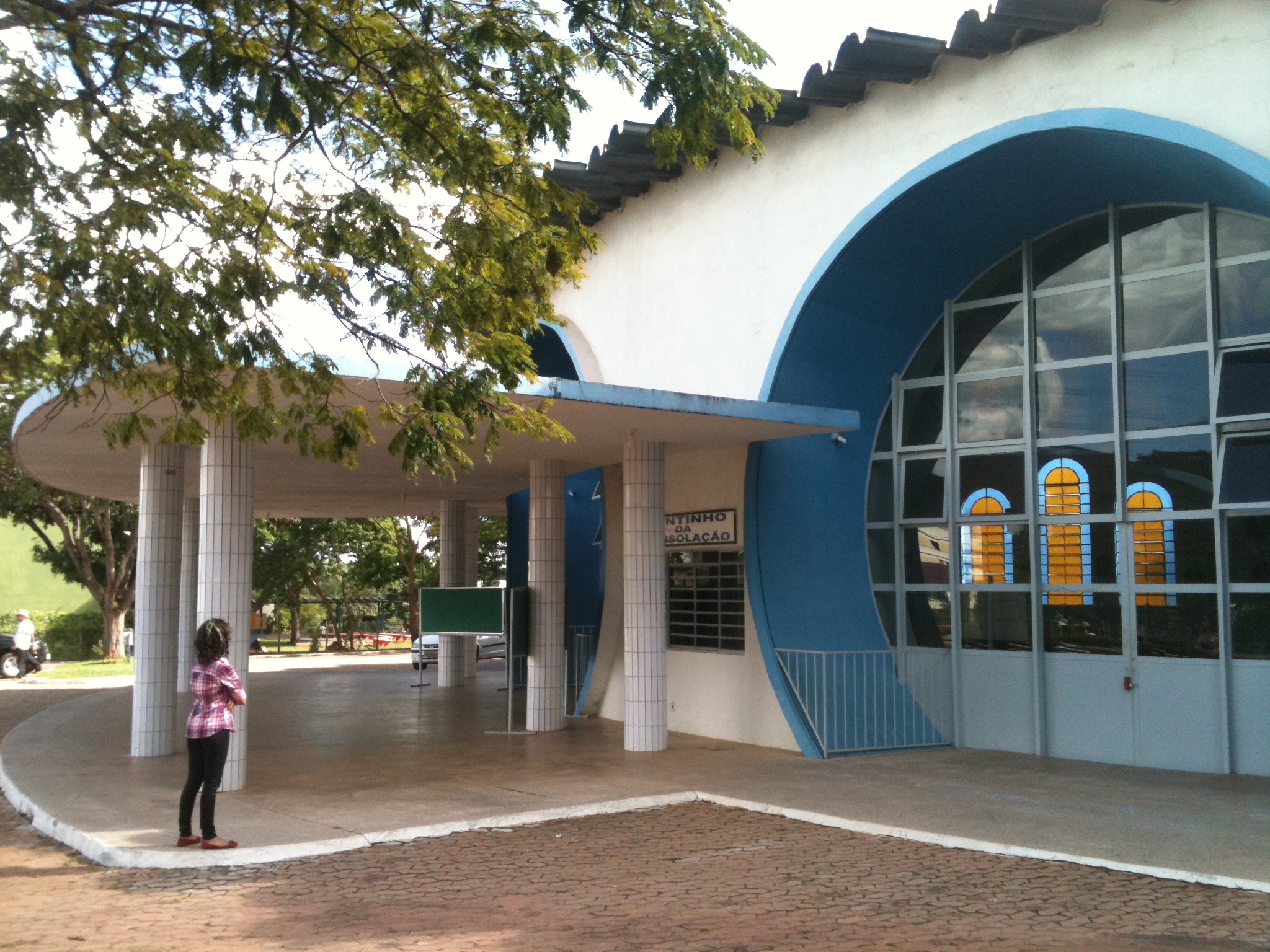
913 Norte

A Paróquia Nossa Senhora Consolata é uma igreja católica em Brasília, Distrito Federal, que foi criada em 20 de junho de 1964, pelo primeiro Bispo de Brasília, Dom José Newton de Almeida Baptista. 
Atualmente está situada na Asa Norte onde há 18.000 habitantes na localização, que abrange 15 quadras.

## História
A quadra 312 Norte é a mais populosa da região e a sua história está profundamente ligada à Paróquia. No início dos anos de 1990 a Paróquia atuou na construção de casas para pessoas carentes na cidade de Samambaia, a 30 km de Brasília. Nessa cidade também foi criada a Paróquia Beato José Allamano, a qual foi inaugurada 31 de dezembro de 1996. Tempos depois, foi fundada na mesma cidade a Comunidade Nossa Senhora Consolata. A Paróquia sempre teve influência nas assembleias e eventos setoriais da Arquidiocese. Duas vezes por mês participa da Adoração Perpétua no Santuário do Santíssimo Sacramento.
"Em 2017, no dia 05 de agosto, seguindo os passos das Diretrizes Gerais da Ação Evangelizadora da Igreja no Brasil e o Plano Pastoral Arquidiocesano 2017-2020, a Paróquia Nossa Senhora Consolata realizou uma grande assembleia e dela brotou esse Plano Paroquial de Evangelização."

Na Paróquia Nossa Senhora da Consolata são oferecidos serviços de batizados, casamentos, confissões e catequese.

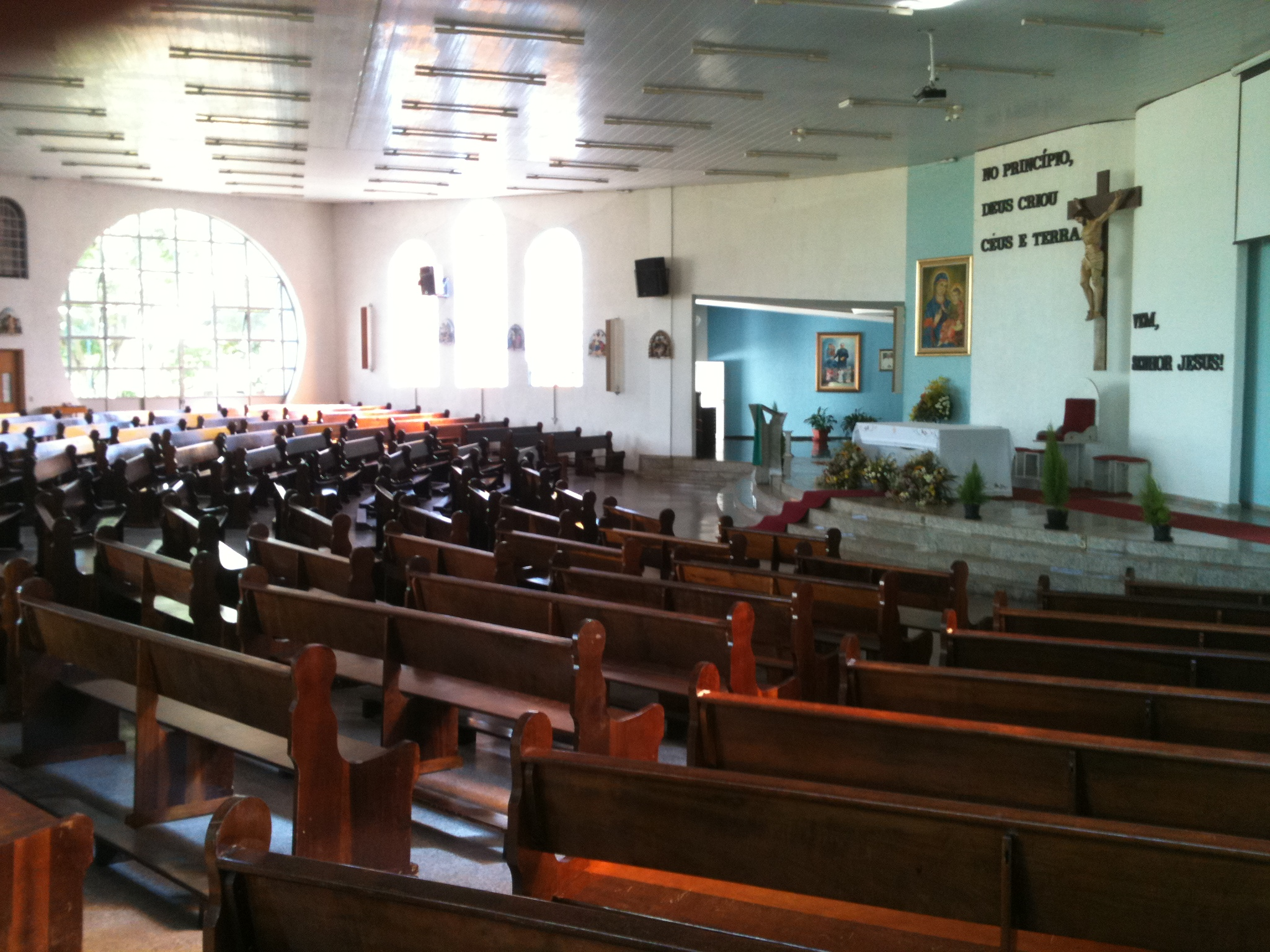
Interior da igreja amplo e bem iluminado (luz natural)

## Ligações Externas
- Paróquia Nossa Senhora Consolata Brasília - DF